# Coregrafie

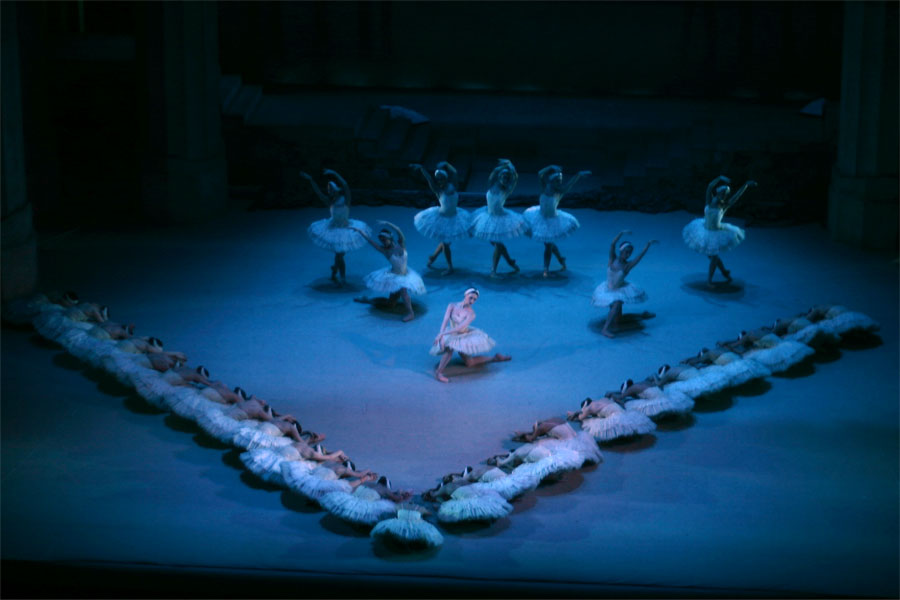
Exemplu de coregrafie din baletul „Lacul lebedelor”.

Coregrafia (uneori, scris și coreografia) reprezintă o disciplină care are ca scop conștientizarea, ordonarea și producerea unor mișcări ale corpului, ale căror semnificație se leagă de dans. Coregrafia este o artă practicată de comunitățile omenești din cele mai vechi timpuri, transmisă între generații mai întâi pe cale intuitivă (prin experiență) și mai apoi organizat ca o disciplină de sine stătătoare.
Coregrafia este arta de a compune dansuri și spectacole de balet.
Pornind de la etimologia termenului, coregrafia desemnează „scrierea/notarea dansului”. Legat de aceasta, coregrafia ca formă de disciplină organizată a fost posibilă odată cu inventarea unui sistem de notare prin care să se poată reconstitui mișcările inițiale la un nivel mare de fidelitate, folosindu-se cunoștințe specifice în descifrarea respectivei notații. Totuși, dincolo de rigoare, coregrafia încurajează și improvizația, în special în cazul școlii moderne de coregrafie.
La un alt nivel de generalitate, coregrafia reprezintă organizarea mișcărilor (figuri și pași) în vederea producerii de spectacole de dans sau balet. Artistul care îndeplinește această sarcină se numește coregraf (sau coreograf).